# Daxing'anling
Daxing'anling (en chino, 大兴安岭; pinyin, Dàxīng'ānlǐng) es una prefectura en la provincia de Heilongjiang, en la República Popular China.
Se encuentra en la frontera norte de China. Su superficie es de 46 755 km², con una población de más de medio millón de habitantes. Lleva el nombre de la cordillera Gran Khingan. En 2007 tenía un PIB de 6,1 mil millones de yuanes y un crecimiento del 11,1%.

## Administración
La prefectura de Daxing'anling administra 4 distritos y 3 condados:
- Distrito Huzhong (呼中区)
- Distrito Xinlin (新林区)
- Distrito Songling (松岭区)
- Distrito Jiagedaqi (加格达奇区)
- Condado Mohe(漠河县)
- Condado Tahe (塔河县)
- Condado Huma (呼玛县)

## Historia
Hay asentamientos de seres humanos en esta área desde el paleolítico. Ya era un estado de la Dinastía Zhou. Desde la dinastía Sui a la dinastía Liao, estuvo controlada por el pueblo Shiwei. En 1970, se convirtió en un distrito bajo la guía directa de la provincia de Heilongjiang.

## Clima
Toda la ciudad está rodeada de montañas, colinas y cuencas. La temperatura media anual es de -2.8 °C. El invierno es muy largo y frío mientras que el verano es corto y fresco. El invierno dura siete meses y la temperatura es de -40 °C. El verano dura sólo dos meses. De junio a agosto, el período de luz solar puede ser de 17 horas.